# Степаньково (Лотошинский район)
Степанько́во — деревня в Лотошинском районе Московской области России.
Относится к Ошейкинскому сельскому поселению, до реформы 2006 года относилась к Ошейкинскому сельскому округу. По данным Всероссийской переписи 2010 года численность постоянного населения деревни составила 17 человек (10 мужчин, 7 женщин).

## География
Расположена на правом берегу реки Малой Сестры при её впадении в Ламу, примерно в 20 км к северо-востоку от районного центра — посёлка городского типа Лотошино. Ближайшие населённые пункты — деревня Грибаново и село Егорье.

## Исторические сведения
До 19 марта 1919 года входила в состав Покровской волости Клинского уезда Московской губернии, после чего была включена в состав Ошейкинской волости Волоколамского уезда.
По межеванию 1769 года — сельцо Степановское.
По сведениям 1859 года в деревне было 44 двора и проживало 353 человека (163 мужчины и 190 женщин), по данным на 1890 год число душ деревни — 535.
По материалам Всесоюзной переписи населения 1926 года в деревне проживало 558 человек, насчитывалось 100 крестьянских хозяйств, имелась школа, располагался сельсовет.

## Население
| 1852 | 1859 | 1926 | 2002 | 2006 | 2010 |
| ---- | ---- | ---- | ---- | ---- | ---- |
| 15   | ↗353 | ↗558 | ↘37  | ↘32  | ↘17  |